# محدودیت کیسه شکار
محدودیت کیسه شکار (به انگلیسی: Bag limits) محدودیت‌های قانونی است که بر شکارچیان و ماهیگیران تحمیل می‌شود و تعداد جانوران را در یک گونه خاص یا گروهی از گونه‌هایی که ممکن است بکشند و نگهداری کنند، محدود می‌کند. محدودیت‌های اندازه و فصول شکار گاهی با محدودیت‌های کیسه همراه است که محدودیت‌هایی را برای اندازه آن جانوران و زمانی از سال که شکارچیان می‌توانند به‌طور قانونی آنها را بکشند، ایجاد می‌کند. کسانی که این قوانین یا دیگر قوانین شکار را زیر پا می‌گذارند، به عنوان شکارچیان متخلف شناخته می‌شوند.
در بیشتر موارد، محدودیت‌های کیسه شکار برای حفظ جمعیت سالم برای ظرفیت برد محیط زیست گونه‌ها سودمند است. این کار با استفاده از شکارچیان و ماهیگیران انجام می‌شود تا تنها تعداد منتخبی از گونه‌های شکار بالغ برداشت شوند. این محدودیت‌های کیسه توسط تعداد زیادی از کشورها و آژانس‌های اجرایی ماهی و شکار استفاده می‌شود. اگرچه مانند همه سازمان‌های اجرای قانون و مقررات، مناطق فقیرتر جهان توانایی محدودی برای اجرای این مقررات دارند.